# Tom Ang
Tom Ang, född 25 mars 1952, är en brittisk fotograf, författare och akademiker mest känd som specialist när det kommer till digital resefotografering då han har fotograferat mycket i centrala Asien. Ang har vunnit Thomas Cook Travel Book Award för bäst illustrerade resebok. Under åren 1991 till 2004 var Tom lektor i praktisk fotografering på Westminsters universitet i London, och han skapade då kursen för journalistisk fotografering. I över ett decennium har han rest runt i centrala Asien, mest i Uzbekistan och Kirgizistan men även i Kazakstan och Tadzjikistan. Han ledde ett utbildningsprojekt som hjälpte de lokala invånarna att utrusta en radiostudio för de radiostuderande vilken reformerade den journalistiska läroplanen för Kirgizistans rysk-slaviska universitet i Bisjkek, Kirgizistan.
Ang har skrivit 21 böcker om fotografering och filmande, bland annat Digital Photography Masterclass, Fundamentals of Photography, Tao of Photograpy och Digital Photographer's Handbook.
Han var presentatör för BBC:s programserie "A Digital Picture of Britain" som först sändes 2005 på BBC4. En andra serie, "Britain in Pictures" började sändas under 2007.